# Bujari
Bujari is een gemeente in de Braziliaanse deelstaat Acre. De gemeente telt 6.772 inwoners (schatting 2009).

## Aangrenzende gemeenten
De gemeente grenst aan Porto Acre, Rio Branco, Sena Madureira en Boca do Acre (AM).